# Gekkan Afternoon
Gekkan Afternoon (japanska: 月刊アフタヌーン?, Gekkan Afutanūn), ibland benämnd som Afternoon (Gekkan = "Månadens"), är en japansk serietidning. Den är en månatligen utkommande seinentidning och ges sedan starten 1986 ut av Kōdansha. Tidningen är med sina cirka 1000 sidor per nummer en av Japans tjockaste. Man publicerar en blandning av komedier, relationsserier och andra typer av seinen-serier. Bland tidningens mer långlivade serier kan nämnas Oh! My Goddess (1988–2014), Mugen no jūnin (engelska: Blade of the Immortal; 1993–2012), Yokohama kaidashi kikō (1994–2006) och Mushishi (2002–08).

## Beskrivning

### Översikt
Varje nummer har i medeltal cirka 25–30 fortsättningsserier av olika skapare, och antalet sidor har varierat från cirka 800 till 1000. I mitten av 1990-talet nådde den sin nuvarande tjocklek på 1000 sidor (= en av Japans tjockaste serietidningar), vilket motsvarar en vikt på drygt 1 kg.
Tidningen har presenterat ett antal framgångsrika seinenserier, som exempelvis Genshiken och Ōkiku furikabutte (engelska: Big Windup!). Den är del av Kōdanshas "första-dags-tidningar", vilket också inkluderar Shūkan Morning och Evening.

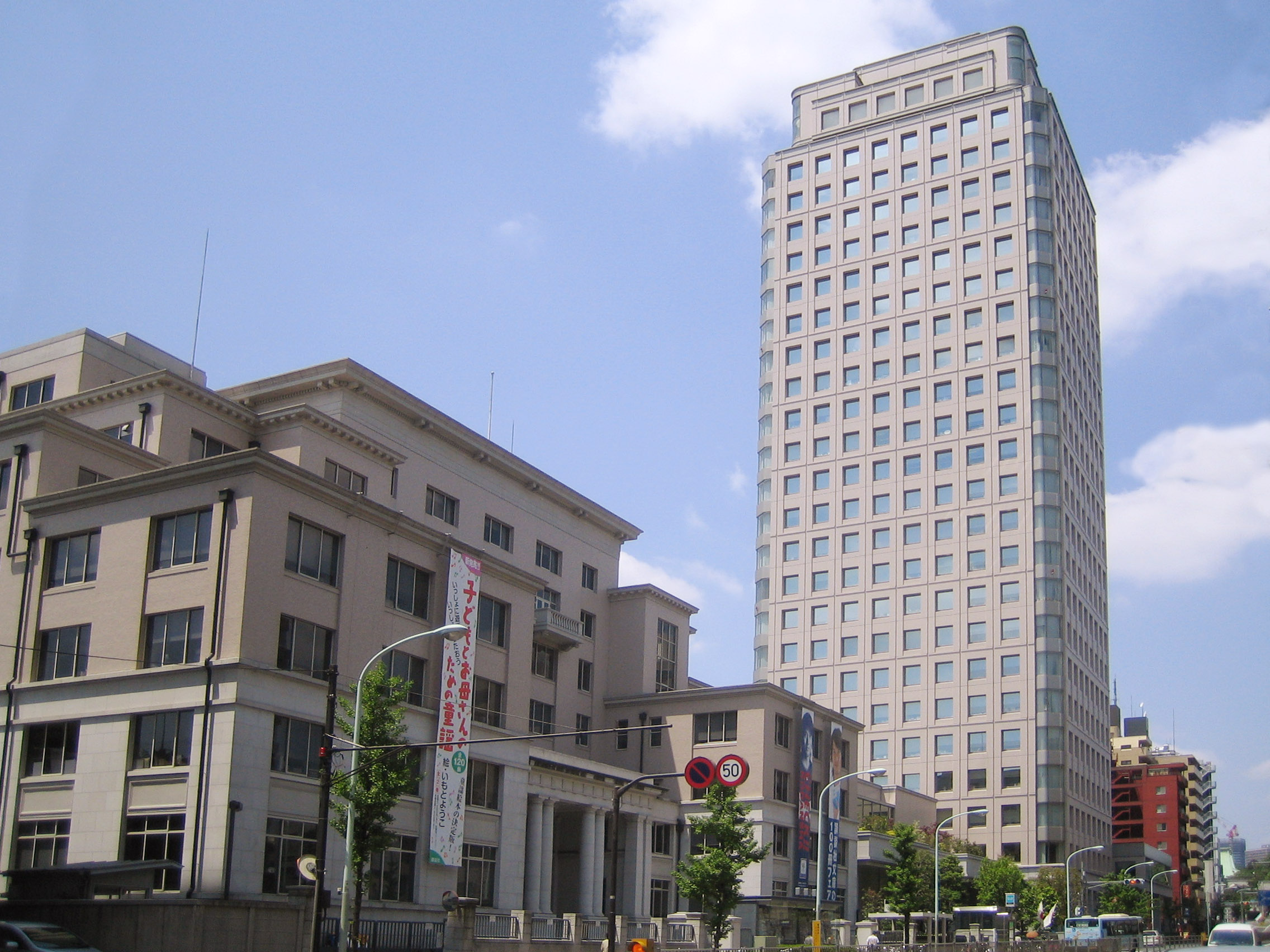
Gekkan Afternoon är en av förlaget Kōdanshas serietidningar.

Blandningen av tidningsserier inkluderar komedier eller romantikserier som  Oh My Goddess! eller historiskt relaterade verk som Mugen no jūnin (engelska: Blade of the Immortal). Dessutom publicerar man ofta mer experimentell eller litterärt inriktad manga som Yokohama kaidashi kikō eller Iō Kurodas Nasu. Åtminstone tidigare utmärkte sig tidningen – gentemot de andra tidningarna på förlaget – för att medarbetarna skulle producera sina verk efter måttot "manga frontier". Generellt har tidningen en hög andel serieberättelser som kretsar kring relationer. Nyhets- och encyklopedisajten Anime News Network noterar "intensiv" som enda möjligen kontroversiella innehåll.

### Historik
Gekkan Afternoon startades 1986, som en sidotidning till Kōdanshas storsäljande veckotidning Shūkan Morning. Första numret hade en omslagsdatering på 25 januari 1986, och vid starten vad det en tunn tidning långt från dagens "tegelsten". 1991 hade man nått ett sidantal på 500 sidor, och 1993 var man uppe i dagens tjocklek på cirka 1000 sidor.

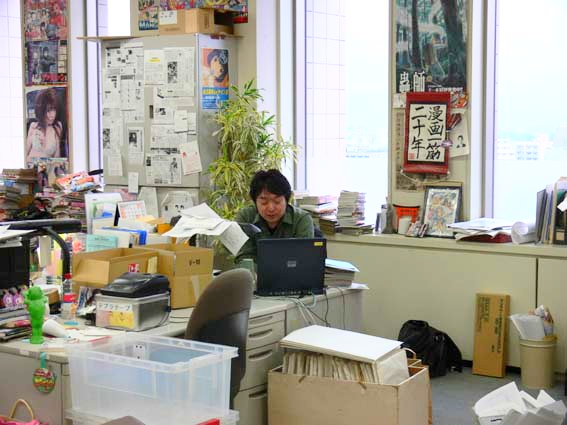
Redaktionen på Gekkan Afternoon.

Tidningen hade sin högsta försålda upplaga runt 1994/1995. Detta följer trenden hos hela Kōdansha, som 1995 nådde sitt största omsättning. Den har på senare år, i likhet med de flesta av Kōdanshas övriga tidningar, haft en vikande upplaga och är som månadstidning med sina idag cirka 100 000 exemplar ingen av Japans bästsäljande serietidningar. Däremot har den under sin livstid publicerat en stor mängd uppmärksammade serieskapare, och av tidningens serier görs det ofta framgångsrika anime- eller spelfilmsversioner.
Gekkan Afternoon är också uppmärksammad inom den japanska seriebranschen; i 2014 års utgåva av mangaguiden Kono manga ga suoi! (med omröstningar bland 400 manga- och förlagsmänniskor) hamnade Gekkan Afternoon på andra plats i omröstningen bland bästa seinentidningar. Systertidningen good! Afternoon hamnade i samma omröstning på fjärde plats.
I januari 2014 började Gekkan Afternoon även publiceras som elektronisk tidning. Däremot deltog man inte i Kōdanshas Internet- och smartmobilsatsning Moae, där fyra andra av förlagets tidningar från och med maj 2013 skulle erbjuda extratjänster för läsare med Internetuppkoppling.

### Systertidningar
Gekkan Afternoon har eller har haft flera systertidningar med snarlika namn. Afternoon Seasons Zōkan ('Afton Säsonger Extra') startades (runt) 1998 och publicerades under de följande åren serier som senare flyttades över till Gekkan Afternoon. November 2008 lanserades good! Afternoon, en avknoppning som till att börja med var en varannanmånadstidning men som sedan 2012 ges ut månatligen.

## Publicerade serier (urval)
| Serieskapare                | Titel                                                | Tidpunkt           | Noter |
| --------------------------- | ---------------------------------------------------- | ------------------ | --- |
| Haru Akiyama                | Octave                                               | 2008–10            | Efter anime: 1994–95 (OVA) |
| Kia Asamiya                 | Compiler                                             | 1991–93            | |
| Kia Asamiya                 | Assembler 0X                                         | 1993               | |
| Kia Asamiya                 | Karapuri!                                            | 2004               | |
| Hitoshi Ashinano            | Yokohama kaidashi kikō                               | 1994–2006          | Anime: 1998–2003 (OVA) |
| Hitoshi Ashinano            | Kabu no Isaki                                        | 2007–13            | |
| Hiroki Endo                 | Eden: It's an Endless World!                         | 1997–2008          | |
| Tooru Fujisawa              | Tokko                                                | 2004–04            | Anime: 2006 (TV) |
| Kōsuke Fujishima            | Oh! My Goddess                                       | 1988–2014          | På svenska: 2007–09 (16 vol.). Anime: 1993– (OVA, TV, film)                                                                    |
| Kōsuke Fujishima            | Taiho shichauzo (engelska: You're under Arrest)      | 1986–92            | Ursprungligen i: Morning Party Extra. Anime: 1994–2008 (OVA, TV, film). TV-serie: 2002.                                        |
| Naoko Hayashiba & Jiro Ando | Shion no ō                                           | 2004–08            | Anime: 2007–08 (TV) |
| Asa Higuchi                 | Ōkiku furikabutte (engelska: Big Windup!)            | 2003–11            | Anime: 2007, 2010 (TV) |
| Hitoshi Iwaaki              | Kiseiju (engelska: Parasyte)                         | 1990–95            | Ursprungligen i: Morning Open Zōkan (1988–90).                                                                                 |
| Hitoshi Iwaaki              | Historie                                             | 2003–              | |
| Shimoku Kio                 | Genshiken                                            | 2002–06, 2009–     | Anime: 2004–07, 2013 (TV, OVA)                                                                                                 |
| Shimoku Kio                 | Jigopuri (engelska: The Princess of the Hell)        | 2008–10            | |
| Mohiro Kitō                 | Narutaru (engelska: Shadow Star)                     | 1998–2003          | Anime: 2003 (TV) |
| Mohiro Kitō                 | Vendemiaire no tsubasa                               | 1996–98            | |
| Takayuki Kōsai              | Shuusen no Lorelei                                   | 2005               | Efter roman av Harutoshi Fukui                                                                                                 |
| Iō Kuroda                   | Nasu                                                 | 2000–02            | Anime: 2003 (film), 2007 (OVA)                                                                                                 |
| Mahiro Maeda                | Gankutsuou: The Count of Monte Cristo                | 2005–08            | Efter anime: 2004–05 (TV) |
| Tsutomu Nihei               | Blame!                                               | 1997–2003 (+2008–) | Anime: 2005 (ONA) |
| Tsutomu Nihei               | Sidonia no kishi (engelska: Knights of Sidonia)      | 2009–              | Anime: 2014 (TV) |
| Tsutomu Nihei               | NOiSE                                                | 2001               | |
| Megumu Okada                | Shadow Skill                                         | 1992–98, 2001–14   | Anime: 1995–98, 2004 (OVA, TV)                                                                                                 |
| Hiroaki Samura              | Mugen no jūnin (engelska: Blade of the Immortal)     | 1993–2013          | Anime: 2008 (TV) |
| Satoshi Shiki               | Kami Kaze                                            | 1997–2003          | |
| Kenichi Sonoda              | Gunsmith Cats                                        | 1991–97, 2004–08   | Anime: 1995–96 (OVA) |
| Kenichi Sonoda              | Hōjin Exaxxion (engelska: Cannon God Exaxxion)       | 1997–2004          | |
| Kenichi Sonoda              | Bullet the Wizard                                    | 2010–              | |
| Yūzō Takada                 | Little Jumper                                        | 2004–?             | |
| Tsutomu Takahashi           | Jiraishin (engelska: Ice Blade)                      | 1992–99, 2010–11   | |
| Kumakura Takatoshi          | Mokke                                                | 2000–09            | Anime: 2007–08 (TV) |
| Masahi Tanaka               | Gon                                                  | 2012–              | Ursprungligen i: Shūkan Morning (1991–2002). Anime: 2012–13 (TV)                                                               |
| Minoru Toyoda               | Love Roma                                            | 2003–05            | |
| Minoru Toyoda               | Tomodachi 100-nin dekiru kana                        | 2009–              | |
| Daisaku Tsuru               | Nachun                                               | (2007–08?)         | |
| Kenji Tsuruta               | Spirit of Wonder                                     | 1986–96            | Ursprungligen i: Shūkan Morning. Anime: 1992, 2001 (OVA)                                                                       |
| Riichi Ueshiba              | Nazo no kanojo X (engelska: Mysterious Girlfriend X) | 2006–              | Anime: 2012 (TV, OVA) |
| Riichi Ueshiba              | Discommunication                                     | 1991–2000          | |
| Riichi Ueshiba              | Yume tsukai                                          | 2001–03            | Anime: 2006 (TV) |
| Yuki Urushibara             | Mushishi                                             | 2002–08            | Ursprungligen i: Afternoon Seasons Zōkan (1999–2002). Anime: 2005–06, 2014 (TV, film). Spelfilm: 2007 (regi: Katsuhiro Ōtomo). |
| Yuki Urushibara             | Suiiki                                               | 2009–10            | |
| Hiroyuki Utatane            | Seraphic Feather                                     | 1994–?             | Manus av: Yo Morimoto och Toshiya Takeda)                                                                                      |
| Makoto Yukimura             | Vinland Saga                                         | 2005–              | Ursprungligen i: Shūkan Shōnen Magazine                                                                                        |
| Sumomo Yumeka               | Kumo no mukō, yakusoku no basho                      | 2006               | Efter anime: 2004 (film) |
| Sumomo Yumeka               | Hoshi no koe                                         | 2005               | Efter anime: 2002 (OVA) |

## Upplaga
- (1996:) ca. 200 000[5]
- 2004: 144 583[22]
- 2005: 133 834[22]
- 2009: 110 417[23]
- 2010: 102 834[2]

## Källhänvisningar
Den här artikeln är helt eller delvis baserad på material från engelskspråkiga Wikipedia, 11 april 2014.
1. ↑  ”J-Magazine.or.jp on Afternoon” (på Japanese). J-Magazine.or.jp on Afternoon. Arkiverad från originalet den 2 april 2007. https://web.archive.org/web/20070402232911/http://www.j-magazine.or.jp/data_001/main_b.html. Läst 13 april 2007.
2. 1 2  ”News: 2010 Japanese Manga Magazine Circulation Numbers” (på engelska). News: 2010 Japanese Manga Magazine Circulation Numbers. Anime News Network. http://www.animenewsnetwork.com/news/2011-01-17/2010-japanese-manga-magazine-circulation-numbers. Läst 20 juni 2014.
3. ↑  "アフタヌーン". Kodansha.co.jp. Läst 20 juni 2014. (japanska)
4. 1 2  "アフタヌーン　新着ニュース". Kodansha.co.jp, 2013-11-25. Läst 20 juni 2014. (japanska)
Översättning[död länk]
5. 1 2  Schodt, Frederik L. (1996): Dreamland Japan, sid 104ff. Stonebridge Press. (engelska)
6. ↑  Strömberg 2008, sid 32
7. ↑  "Afternoon". Animenewsnetwork.com. Läst 20 juni 2014. (engelska)
8. ↑  "Kodansha Reports 5.7 Billion Yen Loss in 2009". Animenewsnetwork.com, 2010-03-01. Läst 20 juni 2014. (engelska)
9. ↑  "Top Manga Ranked by Kono Manga ga Sugoi 2014 Voters". Animenewsnetwork.com, 2013-12-09. Läst 20 juni 2014. (engelska)
10. ↑  "Kodansha’s Five Magazines Join Forces! Webcomic Site Moae Opens, Free Manga Available to Read!". Otakumode.com, 2013-06-25. Läst 20 juni 2014. (engelska)
11. ↑  " U.S. Manga News Briefs". Animenewsnetwork.com, 1999-10-23. Läst 20 juni 2014. (engelska)
12. ↑  ”Takahashi's Ice Blade Manga to Relaunch in Japan” (på engelska). Takahashi's Ice Blade Manga to Relaunch in Japan. Anime News Network. 2008-08-25. http://www.animenewsnetwork.com/news/2008-08-25/takahashi-ice-blade-manga-to-relaunch-in-japan. Läst 20 juni 2014.
13. ↑  "Good! Afternoon Manga Magazine Goes Monthly". Animenewsnetwork.com, 2012-09-07. Läst 20 juni 2014. (engelska)
14. ↑  "Tsutomu Mizushima Directs New Genshiken Anime at I.G". Animenewsnetwork.com, 2013-04-23. Läst 20 juni 2014. (engelska)
15. ↑  "Kenichi Sonoda to Launch New Manga, Kio Ends Digopuri". Animenewsnetwork.com, 2010-06-25. Läst 22 juni 2014. (engelska)
16. ↑  hwilson (2012-09-24): "Blade of the Immortal Manga Ends After 19 Years". animenewsnetwork.com. Läst 17 oktober 2020. (engelska)
17. ↑  "Kenichi Sonoda to Launch New Manga, Kio Ends Digopuri". Animenewsnetwork.com, 2010-06-25. Läst 20 juni 2014. (engelska)
18. ↑  "Love Roma's Toyoda Launches New Manga". Animenewsnetwork.com, 2011-11-11. Läst 20 juni 2014. (engelska)
19. ↑  "Manga-Drawing University Anthropologist Profiled". Animenewsnetwork.com, 2008-04-13. Läst 22 juni 2014. (engelska)
20. ↑  "Mushishi, Neo Angelique Manga Finish in Japan (Updated)". Animenewsnetwork.com, 2008-08-25. Läst 20 juni 2014. (engelska)
21. ↑  "Vinland Saga by Planetes Creator". Animenewsnetwork.com, 2005-11-28. Läst 20 juni 2014. (engelska)
22. 1 2  ”Manga Anthology Circulations”. Manga Anthology Circulations. ComiPedia. Arkiverad från originalet den 22 augusti 2011. https://www.webcitation.org/6182HXHbV?url=http://comipedia.com/magazine/manga-anthology-circulations. Läst 20 juni 2014. Arkiverad 16 oktober 2011 hämtat från the Wayback Machine.
23. ↑  ”2009 Japanese Manga Magazine Circulation Numbers”. 2009 Japanese Manga Magazine Circulation Numbers. Anime News Network. 18 января 2010 года. http://www.animenewsnetwork.com/news/2010-01-18/2009-japanese-manga-magazine-circulation-numbers. Läst 20 juni 2014.

- Strömberg, Fredrik (2008): "Kodansha – världens största serieförlag", i Bild & Bubbla 177 (2008:4), sid 3–40.